# Christine Fan
Christine Fan (en chino simplificado: 范玮琪, chino tradicional: 范玮琪, pinyin: Fan Weiqi; Wade-Giles: Fan Wei-chi) (nacida el 18 de marzo de 1976-) también conocida como FanFan (范范), es una cantante y actriz taiwanesa nacida en Ohio, Estados Unidos.

## Biografía
Estudió en el Pomona College y la escuela de Harvard. 

## Carrera
Además de cantar, fue también la anfitrión del programa de variedades, Bang Bang Tang (模范 棒棒 堂) por la cadena televisiva [V] en Taiwán y también ha participado en varios comerciales. 
El 1 de noviembre de 2008, ocupó su primer concierto con boleto en Taipéi. 
Más adelante celebró sus conciertos en Taichung, Hong Kong, Beijing y otras ciudades chinas. También fue la invitada especial en el concierto de JJ Lin en Singapur.

## Discografía
- FanFan's World (范范的世界) (2000)
- The Sun (太陽) (2001)
- The Sound of Music (真善美) (2003)
- First Dream (最初的夢想) (2004)
- One to One (一比一) (2005)
- Our Anniversary (我們的紀念日) (2006)
- Philosopher (哲學家) (2007)
- Faces of FanFan (2008)
- F One (2009)

## TV Dramas
- Mysterious Incredible Terminator (Taiwán, 2008)
- The Legend of Brown Sugar Chivalries (Star TV, 2008)
- The Vinegar Tribe (Mainland China, 2005)
- Tomorrow (CTV, 2002)